# Herrenhaus Ankershagen

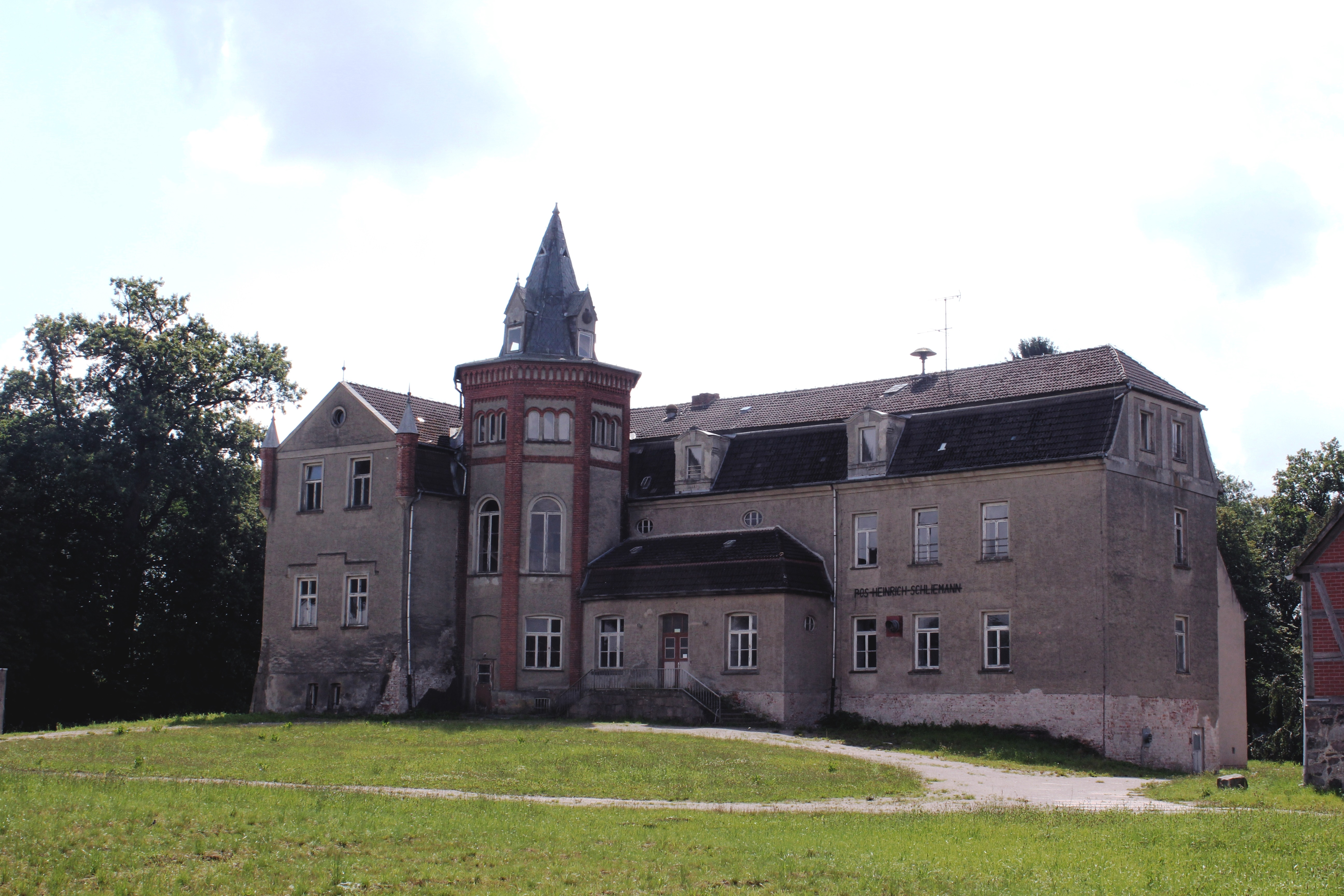
Herrenhaus und ehemalige Schule Ankershagen

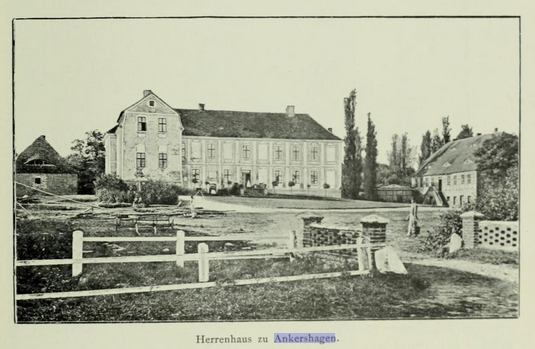
Herrenhaus Ankershagen um 1900

Das Herrenhaus Ankershagen  ist ein Herrenhaus in Ankershagen in Mecklenburg-Vorpommern.

## Geschichte
Das Gebäude entstand in der Nähe einer im Dreißigjährigen Krieg zerstörten mittelalterlichen Wasserburg. Die Reste der Burg Ankershagen, ein etwa 80 Meter langer Erdrücken und einige Teile des Steinfundaments, der Mauern sowie eine freistehende Bastion mit Schießscharten wurden 1997 teilweise rekonstruiert.
Westlich dieser Burg entstand vor 1551 ein Herrenhaus (das sogenannte „Alte Haus“), das vermutlich zwischen 1550 und 1570 im Stil der Renaissance umgebaut bzw. durch einen Neubau, genannt „Neues Haus“, ergänzt wurde. Inwieweit die alte Substanz integriert wurde, ist nicht bekannt. Das Herrenhaus wurde rechtwinklig angelegt. Vermutlich wurden Ende des 19. Jahrhunderts im Winkel zwischen beiden Flügeln ein Treppenturm und daneben ein Eingangsbereich ergänzt.
Das Gebäude wurde vielfach um- und ausgebaut, so dass vom ursprünglichen Bau nur noch wenig vorhanden ist. Der Westflügel ist weitgehend schmucklos. Am anderen Flügel blieben an der Nordseite zwei Schmucktürmchen erhalten.
Die Besitzerfamilie von Holstein, die Ankershagen seit etwa 1200 besaß, musste das Gut im 17. Jahrhundert verpfänden. Danach wechselten die Besitzer häufig. Im Jahr 1743 erwarben die Oertzen (Adelsgeschlecht) das Gut. Danach folgten im Jahr 1831 ein Herr Strecker, im Jahr 1854 Ludwig Voss, im Jahr 1875 Ernst Winkelmann, im Jahr 1889 Graf von Bernstorff, im Jahr 1897 Oskar Wulff und von 1928 bis 1945 Paul Klotz.
Von 1769 bis 1771 war im Gebäude der Schriftsteller und spätere Homer-Übersetzer Johann Heinrich Voß als Hauslehrer tätig. Nach 1945 diente das Herrenhaus bis 1997 als Schule. Seitdem ist es ungenutzt und steht leer.

## Nachweise
1. ↑  www.kleks-online.de
2. ↑  Friedrich Schlie: Kunst- und Geschichts-Denkmäler des Grossherzogthums Mecklenburg-Schwerin. Band 5: Die Amtsgerichtsbezirke Teterow, Malchin, Stavenhagen, Penzlin, Waren, Malchow und Röbel. 1902, S. 299 ff. (Digitalisat)
3. ↑  Das Herrenhaus bei www.gutshaeuser.de
4. ↑  Das Herrenhaus bei www.gutshaeuser.de

Koordinaten: 53° 28′ 41,7″ N, 12° 58′ 2,6″ O